# Bosentino
Bosentino é uma comuna italiana da região do Trentino-Alto Ádige, província de Trento, com cerca de 698 habitantes. Estende-se por uma área de 4 km², tendo uma densidade populacional de 175 hab/km². Faz fronteira com Pergine Valsugana, Vigolo Vattaro, Caldonazzo, Calceranica al Lago, Vattaro, Besenello.